# Livatis annulipes
Livatis annulipes är en insektsart som först beskrevs av Stsl 1854.  Livatis annulipes ingår i släktet Livatis och familjen sporrstritar. Inga underarter finns listade i Catalogue of Life.